# Tiberiu-Liviu Chodan
Tiberiu-Liviu Chodan (* 14. Februar 1959 in Vatra Moldoviței, Kreis Suceava) ist ein rumänischer Marineoffizier. Er war ab 2014 Flottenkommandeur der Rumänischen Marine.

## Leben
Von 1974 bis 1978 besuchte Chodan die Militärschule „Stefan cel Mare“ in Câmpulung Moldovenesc. Anschließend ging er bis 1982 auf die Marineakademie „Mircea cel Bătrân“. Seit 1982 arbeitet er für die Rumänische Marine.
Chodan gehört zu den 89 Personen aus der Europäischen Union, gegen die Russland – wie Ende Mai 2015 bekannt wurde – ein Einreiseverbot verhängt hat.

## Auszeichnungen
- 2010: „Mann des Jahres“ (Verteidigungsministerium)[2]